# Hiisjärvi (sjö i Finland)
Hiisjärvi är en sjö i Finland. Den ligger i kommunen Nyslott i landskapet Södra Savolax, i den sydöstra delen av landet, 290 km nordost om huvudstaden Helsingfors. Hiisjärvi ligger 85,2 meter över havet. Arean är 3,03 kvadratkilometer och strandlinjen är 11,68 kilometer lång. Sjön  ingår i Vuoksens huvudavrinningsområde.   I omgivningarna runt Hiisjärvi växer i huvudsak blandskog. Den sträcker sig 2,5 kilometer i nord-sydlig riktning, och 2,6 kilometer i öst-västlig riktning.
I övrigt finns följande i Hiisjärvi:
- Sammakkosaari (en ö)
- Kuusisaari (en ö)
- Mikon Munasaari (en ö)